# سیارک ۱۳۳۵۲۷
سیارک ۱۳۳۵۲۷ (به انگلیسی: 133527 Fredearly، نامگذاری:2003TZ) صد و سی و سه هزار و پانصد و بیست و هفتمین سیارک کشف شده‌است که در ۵ اکتبر ۲۰۰۳ کشف شد.